# 十六合村
十六合村（いざあいむら）は山形県東田川郡にあった村。現在の庄内町中心部の南方、旧余目町の南端、京田川右岸、羽越本線西袋駅の東方一帯にあたる。

## 地理
- 河川：京田川

### 隣接していた自治体
藤島町、立川町（1954年9月30日まで狩川町）、大和村、八栄里村、長沼村、八栄島村、東栄村

## 歴史

### 村名の由来
16村が合併して成立し、それぞれの和合を願って名付けられた。

### 年表
- 1876年（明治9年） - 中島村が京島村に、小真木村が大真木村に改称する。同年、返町村と吉田村が合併し、返吉村となる。[3]
- 1889年（明治22年）4月1日 - 町村制の施行により、主殿新田村、南野新田村、福島村、大真木村、桑田村、千本杉村、京島村、返吉村、前田野目村、新田目村、本小野方村、吉方村、中野村、南興野村、境興野村、西袋村の区域をもって十六合村が発足[4]。
- 1894年（明治27年）10月22日 - 庄内地震により、村内6人死亡、30戸が全壊[5]。
- 1911年（明治44年）11月 - 大字桑田と狩川村大字狩川との境界を変更[6]。
- 1950年（昭和25年）3月15日 - 羽越本線西袋駅開業[7]。
- 1953年（昭和28年）5月1日 - 大和村・八栄里村・狩川町との境界を変更[8]。
- 1954年（昭和29年）12月1日 - 余目町・大和村・常万村・栄村・八栄里村と合併し、改めて余目町が発足。同日十六合村廃止。[9]
- 1956年（昭和31年）1月1日 - 余目町大字桑田・千本杉が立川町へ編入[10]。

## 地名
小字の出典は『山形県地名録』255-256頁による。

### 大字大真木
前身となる大真木村は、1876年4月17日に、鶴岡近辺の同名の村との区別を理由に、小真木村から改称した。
小字：大真木・北沖・北田・中屋敷・南フケ・西フケ・畑田・古関境・南割・前割

### 大字返吉
前身となる返吉村は、1876年12月11日に返町村と吉田村が合併し発足した。
小字：返吉（）・イカリ・大上・大東・大西・堰中・相見・角崎・屋敷田

### 大字京島
前身となる京島村は、1876年に、周辺地域の同名の村との区別を理由に、中島村から改称した。読み方は、『余目町史年表』には「みやこしま」、『山形県地名録』には「みやこじま」と書かれている。一方、現在の庄内町公式ホームページ「庄内町の集落名一覧」には「きょうじま」と書かれている。
小字：京島・奥西・海道端・上諸竹・下諸竹・京田・小麦畑・西割・中割・深割・前割・西浦・屋敷中

### 大字新田目
小字：新田目（）・イカリ・外深・内深・東割・西割・北割・小割・裏割・前割・堰向・堰内

### 大字主殿新田
小字：主殿新田（）・赤渕・北浦・前割・中割・外割

### 大字中野
小字：中野・大割・前割・下割・沖割・外割（）・北割・西割・前道割

### 大字西袋
小字：西袋・蔵前・西廿枚・東廿枚・五拾枚・佐渡向・錆・大東・樋田・深ケ・大南・南・村立・村西・横道

### 大字福島
小字：福島・大寂・西田・西大坪・東大坪・中大坪・北フケ・フケ・前田・向田

### 大字前田野目
小字：前田野目・北浦地・三拾間・堰中・芹田・鈴木割・辰割・田割・坊主割・東割・西割・中割・下割・前割・余慶（）・横沼

### 大字南興屋
小字：南興屋（）・谷地田

### 大字南野新田
小字：南野新田・工ミ縄（）・前割・中割・西割・外割（とわり）

### 大字堺興屋
小字：堺興屋（）・上額・富慶（）・西割・前割

### 大字本小野方
小字：本小野方（）・西割・南割・東割・前割・内割・沖割

### 大字吉方
小字：吉方・大縄・小縄・主計田（）・四十間・道上・堂ノ前・中割・稗田・西野・東野・南堅田・北深・南深

### 大字桑田
大字桑田・大字千本杉は、1954年12月1日ほかの大字と同様に余目町へ合併した後、1956年1月1日に立川町へ編入した。庄内町に合併された現在も、桑田・千本杉は立川地区に分類される。
小字：桑田・大西・小割目・相見・高口・殿田・道下・南・六十間

### 大字千本杉
小字：千本杉・上川端・中川端・下川端・佐渡端・東割・中割・北割・深田割・本村割

## 人口
1950年国勢調査による。
- 世帯数：474戸
- 人口：3,125人
- 人口密度：334人/km2
- 男女比：女性100人に対し男性97.3人

## 行政

### 村長
| 代    | 氏名         | 就任年月日                | 退任年月日                 | 備考         |
| ----- | ------------ | ------------------------- | -------------------------- | ------------ |
| 1     | 渡部長右衛門 | 1889年（明治22年）6月21日 | 1889年（明治22年）7月18日  | 町村制施行   |
| 2-3   | 阿部徳治     | 1889年（明治22年）7月22日 | 1897年（明治30年）7月20日  |              |
| 4     | 国井藤右衛門 | 1897年（明治30年）8月2日  | 1899年（明治32年）7月1日   |              |
| 5-9   | 小松重房     | 1899年（明治32年）7月28日 | 1922年（大正11年）1月11日  | 在任中に死去 |
| 10-11 | 工藤多右衛門 | 1922年（大正11年）2月27日 | 1926年（大正15年）5月30日  | 在任中に死去 |
| 12    | 石川長右衛門 | 1926年（大正15年）6月28日 | 1930年（昭和5年）6月28日   |              |
| 13    | 渡部利右衛門 | 1930年（昭和5年）6月29日  | 1934年（昭和9年）6月28日   |              |
| 14    | 佐藤彌惣次   | 1934年（昭和9年）10月16日 | 1938年（昭和13年）10月15日 |              |
| 15-16 | 上林清治     | 1939年（昭和14年）1月6日  | 1945年（昭和20年）8月8日   |              |
| 17    | 斎藤平吉     | 1945年（昭和20年）9月5日  | 1947年（昭和22年）1月31日  |              |
| 18    | 高梨四郎     | 1947年（昭和22年）4月7日  | 1951年（昭和26年）4月5日   |              |
| 19    | 上林由右衛門 | 1951年（昭和26年）4月24日 | 1954年（昭和29年）11月30日 | 十六合村廃止 |

### 水道事業
この項目の出典：
村営で水道を設置していた。水源は湧水。給水人口は1954年時点で235人。

## 産業
農業戸数は1953年時点で416戸、うち専業農家は270戸であった。米の年間収穫高は1939年で687,810円であった。

## 施設
- 十六合村立十六合小学校[19] - 1953年時点の学級数は11組、児童数は422人[20]。
- 十六合村、大和村組合立和合中学校 - 1953年4月1日に両村境に設置[21]。同年の学級数は12組、生徒数は484人[20]。

## 交通

### 鉄道路線
- 日本国有鉄道
  - 羽越本線
    - 西袋駅

## 出身著名人
- 石川長右衛門（主殿新田村出身、衆議院議員）